# 利福噴丁
利福噴丁（英語：Rifapentine），是一種治療結核病的口服抗細菌藥。本品常與其他抗結核病藥物併用治療活躍性結核病；用於潛伏性結核病患者時，常與异烟肼併用投用。利福噴丁的給藥方式為口服。
常見的副作用為嗜中性白血球低下、肝臟酵素上升轉氨酶上昇及膿尿。可能有的嚴重副作用為肝病及偽膜性結腸炎。使用於懷孕患者的安全性尚不明朗。利福噴丁屬於利福黴素，機轉為阻斷RNA聚合酶作用。
1998年，利福噴丁在美國通過於醫藥用途，名列世界衛生組織基本藥物標準清單。截至2015年，全球尚有許多地區並不易取得此藥物。